# Indicateur routier de Macquenoise
L'indicateur routier de Macquenoise ou de Momignies est une dalle en céramique gravée avant cuisson, portant une carte et un relevé des stations antiques entre Bavay et Massilia, trouvée à Momignies et conservée à Morlanwelz (Belgique).
Ce document aurait été réalisé au XVIIe siècle, d'après la technique utilisée, mais le contexte et la documentation dont il est issu est incertain.
Des spécialistes le qualifient de « faux savant », car il semble exclusivement basé sur ce qui était connu lors de sa fabrication, ou sur ce que l'on pouvait alors spéculer.

## Découverte et conservation
Cette plaque aurait été dégagée de faible profondeur par des campeurs en 1947, en plusieurs morceaux, près de la chapelle de La Rouillie, sur le territoire de Macquenoise (commune de Momignies), à 10 km au sud de Chimay.
Elle est conservée dans la réserve du Musée royal de Mariemont, à Morlanwelz, sous le numéro d'inventaire Ac.89/3.

## Historique des études de la dalle
En 1951, Jules Vannérus faisait l'hypothèse, basée sur l'étude des toponymes, que la dalle aurait eu pour modèle une carte antique inconnue. Toutefois, Paul Lebel (fondateur de la Revue archéologique de l'Est) déduisait de recherches publiées en 1952 que « le document serait l'œuvre d'un mystificateur instruit, qui aurait combiné des données empruntées à la table de Peutinger et à l'Itinéraire d'Antonin », voire de l'Itinéraire de Bordeaux.
Depuis, bien que Jacques Chaurand n'envisage pas une mystification érudite moderne dans son article de 1992, celle-ci n'est toujours pas écartée par Tahar Ben Redjeb, voire est privilégiée par Marie-Thérèse Raepsaet-Charlier (co-éditrice de la série de Recueil des Inscriptions latines de Belgique). Ainsi, la même année, cette dernière constate que, « dans la littérature récente », le « soi-disant "indicateur de Macquenoise" [est considéré être] un faux savant du début du XVIIe siècle ». De même, dans le 10e opus de la Carte archéologique de la Gaule intitulé L'Aube et publié en 2005, Laurent Denajar ne retient que les conclusions critiques de Paul Lebel.
Il est alors significatif que le document n'a pas été inventorié par les recueils d'inscriptions latines, comme le tome 17-2 du Corpus Inscriptionum Latinarum de Gerold Walser (de), ou par les récents catalogues numériques d'inscriptions (comme Epigraphik-Datenbank Clauss-Slaby ou Epigraphic Database Heidelberg).

## Les auteurs n'envisageant pas un faux savant
On notera que ni Vannérus, ni Chaurand, ne sont épigraphiste, archéologue ou antiquisant. Enfin, d'autres publications, parfois confidentielles et récentes, ont comme préalable non démontré que cette inscription serait la copie d'une carte romaine originale, plus ancienne que celles connues. Il est symptomatique que ces articles ignorent les travaux et conclusions des spécialistes. Peut-être la rançon du succès des questions touchant au réseau routier romain, déjà présent au XVIIe siècle.

« Les circonstances assez troublantes de la trouvaille semblent corroborer cette dernière opinion [de Paul Lebel]. Le dernier mot, toutefois, ne semble pas avoir été dit dans ce débat. »

— Sigfried Jan De Laet 1952.

## Inscription
Note : Transcription partielle (manque les toponymes et variantes indiqués sur la carte) basée sur le dessin de J. L. Hégly, dont « l'orthographe des noms cités est donnée sous toutes réserves ». Voir plutôt la photographie sur le portail ARTémis et l'étude toponymique et épigraphique de Deman 1965.
Première colonne :
- Virobinum
- Ninitiacum
- Durocortor.
- Bibium
- Arciaca
- Augustobon.

Deuxième colonne :
- Caltuciacum
- Ercinium
- Aballo
- Sidilocus
- Augustodun.
- Cabillonum

Troisième colonne :
- Tinurtium
- Matiscon
- Lunna
- Lugdunum
- Vienna
- Usulae
- Valentia

Quatrième colonne :
- Aicum (Aygu, faubourg de Montélimar)
- Letio
- Avenio
- Arelat..Tericio
- Aquae Sextiae
- Massilia